# Dal Stivens
Dallas George Stivens (* 31. Dezember 1911 in Blayney, Blayney Shire, New South Wales; † 15. Juni 1997 in Sydney) war ein australischer Schriftsteller.
Stivens war von 1945 bis zu seiner Scheidung 1977 mit Winifred Wright verheiratet, die beiden hatten zwei Kinder.
Stivens Roman A horse of air schildert die mystische Suche nach einem seltenen Vogel. 1970 wurde der Roman mit dem Miles Franklin Award ausgezeichnet.

## Werke (Auswahl)

### Kurzgeschichten
- The tramp, and other stories (1936)
- The courtship of Uncle Henry (1946)
- The gambling ghost, and other tales (1953)
- Ironbark Bill (1955)
- The scholarly mouse, and other tales (1957)
- Selected stories 1936–1968 (1969)
- The unicorn, and other tales (1976)
- The demon bowler, and other cricket stories (1979)

### Romane
- Jimmy Brockett (1951)
- The wide arch (1958)
- Three Persons make a tiger (1968)
- A horse of air (1970)